# إيفان أ. إليوت
إيفان أ. إليوت هو محامي وسياسي أمريكي، ولد في 18 نوفمبر 1889، وتوفي في 13 أبريل 1990. نشط حزبياً في الحزب الديمقراطي.